# Erika Blumgrund
Erika Blumgrund (* 4. Juli 1924 in Bratislava als Erika Friedlieb; † 2016) war eine slowakisch-argentinische Schriftstellerin, Journalistin, Übersetzerin und Malerin. Sie publizierte in deutscher, slowakischer und spanischer Sprache.

## Leben
Blumgrunds Familie war jüdischer Herkunft, ihr Vater ein Ledergroßhändler. Sie wuchs viersprachig auf: Zu Hause sprach sie Deutsch und Ungarisch, in der Schule Slowakisch, mit ihren Schweizer Kindermädchen Französisch.
1942 floh die Familie vor der nationalsozialistischen Verfolgung nach Ungarn. Blumgrunds Eltern wurden dort 1944 deportiert, sie selbst floh mit falschen Papieren zurück in die Slowakei, wo sie von der Gestapo gefasst und nach Theresienstadt deportiert wurde. Dort erlebte sie die Befreiung am 8. Mai 1945. Sie heiratete ihre Jugendliebe Ladislaus (Ladislao) Blumgrund, ebenfalls ein Überlebender der Shoah. Das Paar verließ nach dem Februarumsturz 1948 die Slowakei und emigrierte über Schweden nach Buenos Aires, wo sie im Mai 1948 ankamen. Blumgrund arbeitete hier unter anderem als Gymnastiklehrerin.
Blumgrund war schon in ihrer Jugend schriftstellerisch tätig; Teile ihrer Tagebücher aus den Jahren 1938 bis 1941 wurden 2010 in spanischer Sprache veröffentlicht. An ihre frühe literarische Karriere schloss sie allerdings erst im Alter von 60 Jahren an: Ab 1982 publizierte sie über 200 Beiträge im Semanario Israelita, einer Wochenzeitung der deutsch-jüdischen Emigranten in Argentinien, vor allem Buchbesprechungen in deutscher Sprache. Sie übersetzte außerdem aus dem Deutschen und Tschechischen ins Spanische und veröffentlichte ab den 1990er Jahren mehrere Gedichtbände.

## Werke
- Acordes. Milá, Buenos Aires 1993.
- Der Lebensstrom zu seiner Mündung unaufhaltsam fliesst / La corriente de la vida hacia su desembocadura incontenible fluye / The stream of life unrestrained towards its ending flows. Milá, Buenos Aires 1995; mit der slowakischen Übersetzung Prúd života k ústiu nezadrẑitel’ne plynie: Judaica Slovaca, Bratislava 1997.
- Eso fue todo. Milá, Buenos Aires 2009.
- Por los peldaños de la vida. Diarios íntimos de una adolescente judía eslovaca (1938–1941). Acervo Cultural, Buenos Aires 2010.
- Luces y sombras. Acervo Cultural, Buenos Aires 2012.

### Übersetzungen
- Josef Bor: El réquiem de Terezín. Pardés Ediciones, Buenos Aires 1987.
- Rose Ausländer: Madretierra palabra. Poemas selectos. Milá, Buenos Aires 2005.